# Sprite (zjawisko atmosferyczne)

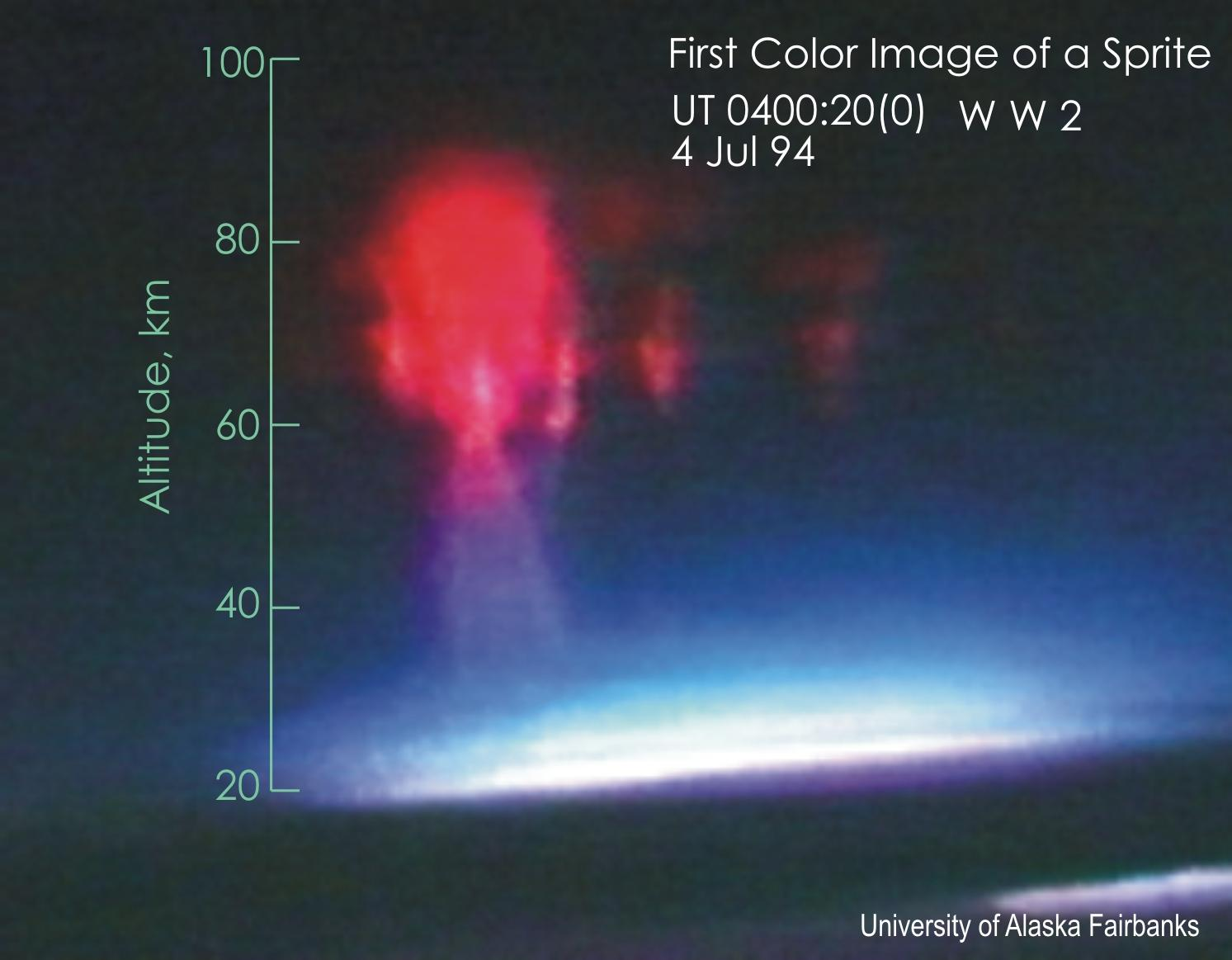
Pierwsze kolorowe zdjęcie czerwonego sprite’a, zrobione z samolotu

Sprite (sprit, duszek, chochlik, elf, krasnoludek, gnom) – zjawisko atmosferyczne, będące wielkoskalowym wyładowaniem elektrycznym, występującym w jonosferze. Zjawiska te są dużymi, choć słabo świecącymi błyskami, powstającymi ponad aktywnym systemem burzowym i są powiązanie z wyładowaniami z chmury do gruntu oraz pomiędzy chmurami.

## Historia obserwacji

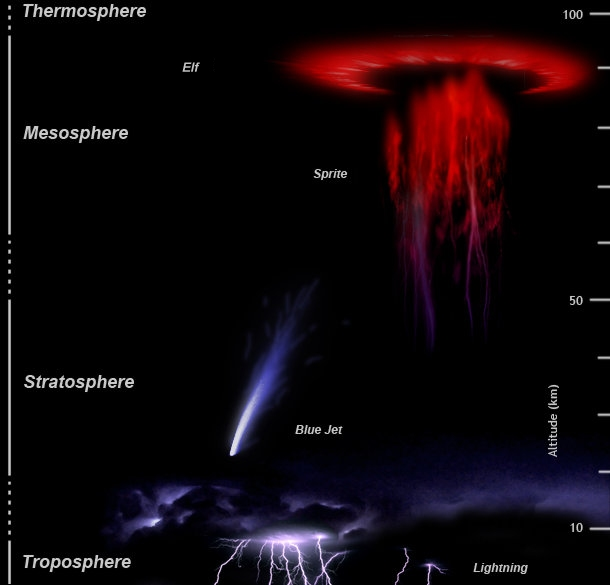
Różne typy elektrycznych zjawisk w atmosferze

Od 1886 duszki były opisywane w literaturze naukowej, a czasami rejestrowane nawet jako aktywność UFO. W 1925 C.T.R. Wilson przewidział ich istnienie, a w 1956 nawet osobiście zaobserwował, jednak informacje te zostały zignorowane. W nocy z 5 na 6 lipca 1989 profesor John Randolph Winckler, fizyk z University of Minnesota, wraz ze swoimi studentami – Robertem Franzem i Robertem Nemzekiem – testując kamerę LLLTV („low-light-level TV camera”) zarejestrowali dwie klatki, zawierające jasne kolumny światła, powyżej wierzchołków chmur burzowych w północnej części Minnesoty. Był to pierwszy udokumentowany dowód tego zjawiska, które autorzy określili jako „światło do stratosfery” (ang. light-to-stratosphere); początkowo określano to zjawisko także jako błyskawica od chmury do kosmosu (ang. cloud-to-space lightning), ale szybko przemianowanego na czerwony sprite (ang. red sprite). Franz i inni oszacowali, że zjawisko to wystąpiło powyżej wierzchołków chmur burzowych (14 kilometrów) i miało pionowy zasięg około 20 km. Następnie Vaughan w 1992 roku i Boeck w 1995 roku opisali okołu dwudziestu podobnych zjawisk, zarejestrowanych przez kamery promu kosmicznego, występujących powyżej burz na obrzeżach Ziemi. W lipcu 1993 z pokładu laboratorium powietrznego NASA w samolocie DC-8 wykonano podczas jednego lotu 19 zdjęć duszków nad burzami w Iowa, Nebrasce i Kansas.
W 1994 przeprowadzono misję obserwacyjną The Sprites94 Aircraft Campaign. Dwa samoloty, Rockwell Jet Commander i Israel Aircraft Commander Westwind 2 wykonywały loty w nocy (od godziny 22:00 do 02:00) kiedy księżyc był nisko w Oklahomie. Pomiary te umożliwiły wykonanie pierwszych kolorowych zdjęć zjawiska, potwierdzając istnienie czerwonych spritów oraz odkrywając nowy typ wyładowania – niebieski strumień (fontanna) (ang. blue jet). Wykonano również pomiary rozmiarów i czasu trwania tych zjawisk. Duszki są jednym z kilku zjawisk meteorologicznych z grupy chwilowych zjawisk świetlnych (ang. Transient Luminous Events – TLEs).

### Nazwa
Istnieją różne warianty tłumaczenia nazewnictwa dotyczącego zjawisk optycznych w jonosferze na język polski. W szczególności słowo sprite jest tłumaczone jako duszek, chochlik, elf, krasnoludek, gnom. W książce Bodzaka autor proponuje nazwę „czerwony krasnoludek”, ale podkreśla, że „przytoczone tutaj polskie nazewnictwo dotyczące wyładowań jonosferycznych jest jedynie swobodnym przekładem autora z języka angielskiego i na razie nie są oficjalnie przyjęte w języku polskim”.
Angielska nazwa „sprite” została wprowadzona przez D. Sentmana i pochodzi od jednego z bohaterów komedii Szekspira Sen nocy letniej wesołego Puka lub bohaterów ze sztuki Szekspira Burza ze względu na swoje efemeryczne i przejściowe istnienie. W polskiej literaturze szekspirowskiej Puk jest roześmianym duszkiem. Inna wersja, bardzo rzadko przywoływana w literaturze naukowej, wywodzi słowo „sprite” od akronimu Stratospheric/Mesospheric Perturbations Resulting from Intense Thunderstorm Electrification.

## Charakterystyka

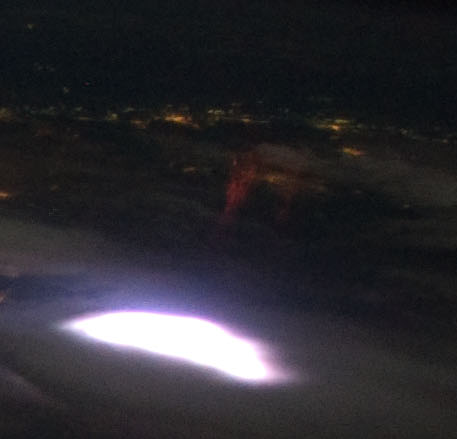
Czerwony sprite ponad piorunem, sfotografowany z Międzynarodowej Stacji Kosmicznej

Duszki rozpoczynają się na wysokości 70–90 km nad powierzchnią Ziemi i przebiegają w dół, ale nigdy nie dochodzą fizycznie do górnej warstwy chmury burzowej. Są jednak związane z wyładowaniami atmosferycznymi w chmurach burzowych w troposferze, ich dolna granica jest obserwowana na wysokości 40 km.
Mechanizm fizyczny powstawania duszków jest związany z tworzeniem się ładunku elektrycznego (najczęściej dodatniego) w chmurze burzowej. To powoduje przemieszczenie się w stronę wierzchołka chmury elektronów swobodnych z górnej części atmosfery i powolną migrację w przeciwnym kierunku jonów dodatnich w tych warstwach. Podczas wyładowania atmosferycznego do Ziemi następuje neutralizacja ładunku chmury i gwałtowne przemieszczenie się elektronów swobodnych w górę. Powoduje to jonizację atmosfery ponad regionem burzowym a azot i tlen zaczynają emitować światło o barwie czerwonej na górze sprita i niebieskiej w jego dolnej części. Cooray sugeruje następującą analogię. Czas akumulacji ładunku w chmurze burzowej jest stosunkowo wolny i ruch elektronów swobodnych z górnej atmosfery można przyrównać do powolnego naciągania sprężyny. Po wyładowaniu atmosferycznym do Ziemi elektrony swobodne gwałtownie przemieszczają się do jonosfery, podobnie jak szybka jest reakcja wyciągniętej sprężyny, w której uwolniono siłę naciągającą.
Specyficzną formą duszków są tzw. duszki kolumnowe (C-sprites, ang. columniform). Jedna z hipotez wyjaśniająca ich powstawanie opiera się na założeniu, że przechodzące meteory na wysokości 75 do 85 km zwiększają przewodnictwo elektryczne i mogą inicjować c-sprites podczas wyładowań atmosferycznych do ziemi. Ta hipoteza wiąże zjawiska świetlne w jonosferze, z wyładowaniami atmosferycznymi w troposferze i meteorami.
Sprite może osiągnąć szerokość do 40 km, a największe z nich mają nawet do 100 km. Objętościowo mogą obejmować obszar nawet 10 tysięcy km³. Potrafią przybierać różne kształty: marchewki, kolumny, a nawet formy przypominające wyglądem orła. Dolna część duszka składa się z szerokich na 100 metrów, jasnych kanałów zwanych strugami (ang. streamers), górna część, powyżej 60–70 km, nie ma wyraźnego kształtu i przypomina czerwoną chmurę. Duszki o kształcie kolumn mają taką samą szerokość niezależnie od wysokości. Rzadko występują samodzielnie, zazwyczaj w skupiskach po dwa, trzy lub więcej.
Czas trwania zjawiska to od kilku do kilkudziesięciu milisekund, czyli krócej niż wyładowanie wywołującego je pioruna. Misja Sprites94 Aircraft Campaign określiła czas ich trwania na mniej niż 16 ms. Energia optyczna pojedynczego zjawiska wynosi około 10–50 kJ. Prędkość ich propagacji osiąga wartości pomiędzy 10 a 100 tys. km/s (większe na większych wysokościach).

### Halo
Duszki są czasami poprzedzone trwającym 1 ms „halo”. Halo związane z duszkami powodowane jest obniżaniem się i krzywizną źródła światła; dlatego nie jest to zjawisko analogiczne do halo atmosferycznego powodowanego przez niesferyczne cząstki. Jego krótki czas trwania, rozmyty kształt i występowanie na wysokościach 70–85 km może powodować trudności w odróżnieniu go od elfów (ang. elves) czy od rozpraszania Rayleigha w dolnej atmosferze powodowanego przez odbicie światła z wyładowania atmosferycznego pomiędzy chmurą i ziemią.

## Obserwacje i klimatologia duszków
Im silniejszy jest system burzowy, tym większe szanse na wystąpienie i zaobserwowanie duszków. Ich obecność była rejestrowana na wszystkich kontynentach oprócz Antarktydy, ale najlepsze warunki do obserwacji tych zjawisk atmosferycznych są w podrównikowych obszarach Afryki, Indonezji i Ameryki Południowej.

### Obserwacje naziemne
Duszki powstają zazwyczaj nad Mezoskalowymi Systemami Konwekcyjnymi (ang. Mesoscale Convective System – MCS), najczęściej kiedy aktywność wyładowań atmosferycznych obniża się i kiedy stratyfikowana część MCS jest dobrze rozwinięta. Ze względu na rozległy obszar stratyfikowanych chmur, nad którymi powstają duszki, optyczne obserwacje naziemne są przeprowadzane w pewnej odległości od regionu burzowego, około 150–200 km. Optyczne pomiary są prowadzone obecnie w ramach sieci stacji naziemnych. Inną techniką naziemną są obserwacje emitowanego promieniowania elektromagnetycznego związanego z duszkami.

### Obserwacje satelitarne
Ponieważ kowadła chmur burzowych lub stratyfikowana część MCS-ów zasłaniają często duszki, które występują ponad nimi, zaczęto prowadzić ich obserwację z przestrzeni kosmicznej.
Obserwacje z przestrzeni kosmicznej z projektu Imager of Sprites and Upper Atmospheric Lightning (ISUAL) na satelicie FORMOSAT-2, dokonującego pomiarów w kierunku promienia skrajnego, dały informację na temat globalnego rozkładu duszków. Ilość duszków nad wodą jest mniejsza niż nad lądami i obszarami blisko brzegu w stosunku 4,1:1. Podobnie jest także w przypadku wyładowań atmosferycznych pomiędzy chmurami a ziemią, których jest znacznie więcej nad lądami niż nad oceanami, w stosunku 10:1. Dane z programu ISUAL pokazały, że duszki koncentrują się nad Centralną Afryką (Kotlina Konga), Morzem Japońskim i zachodnim Oceanem Atlantyckim. Jednak pomiary z programu ISUAL mają problemy z obserwacjami nad obszarami centralnych Stanów Zjednoczonych w lecie na półkuli północnej oraz Brazylii i Argentyny w lecie na półkuli południowej ze względu na charakterystykę orbitalną tego satelity. Po uwzględnieniu poprawek na niedoszacowane obserwacje wyniki z programu ISUAL pokazały, że na całym globie duszki występują około 1 raz na minutę, czyli 1440 razy w czasie 24 godzin.
Inną techniką satelitarną są pomiary wykonywane z przestrzeni kosmicznej nie w kierunku promienia skrajnego, ale w kierunku Ziemi. Tego typu pomiary zostały po raz pierwszy wykonane z Międzynarodowej Stacji Kosmicznej. Tego typu obserwacje są szczególnie przydatne do oceny rozmiarów horyzontalnych duszków.

## Uszkodzenia statków powietrznych
Duszki były podejrzewane o powodowanie wypadków statków powietrznych, poruszających się na dużych wysokościach. 5 czerwca 1989 z placówki NASA o nazwie National Scientific Balloon Facility (NSBF) wypuszczono balon stratosferyczny, który przelatując ponad burzą w pobliżu Graham, na wysokości 37 km otrzymał impuls elektromagnetyczny, który spowodował zwarcie w układach, skutkujące m.in. otwarciem spadochronu. Istnieje przypuszczenie, że przyczyną incydentu było wyładowanie typu sprite.